# 尚容河
尚容河（法語：Changeon，法語發音：[ʃɑ̃ʒɔ̃]）是法国布列塔尼大区伊勒-维莱讷省的河流，是沃夫尔河的支流，长12.45千米。